# Craig Wood (Golfspieler)
Craig Ralph Wood (* 18. November 1901; † 7. Mai 1968) war ein US-amerikanischer Profigolfer in den 1930er und 1940er Jahren, der 21 PGA-Turniere gewann, darunter einmal das Masters und einmal die US-Open. Aufgrund seines robusten Aussehens und seiner Schlaglänge wurde er „der blonde Bomber“ genannt. Im Jahr 2008 wurde er in die World Golf Hall of Fame aufgenommen.

## Karriere
Wood wurde 1901 in Lake Placid, New York, geboren. Sein Vater war Vorarbeiter in einem Holzunternehmen und brachte seinem Sohn früh den Umgang mit einer Axt bei. In dieser Zeit entwickelte Wood die Grundlage für Oberkörper- und Handkraft. Er war einer der weitesten Driver seiner Zeit und es gelang ihm bei der British Open in St. Andrews im Jahr 1933 den Ball gemessene 393 Meter weit zu schlagen.
Wood war der erste Spieler, der zunächst alle vier großen Majors in Playoffs verlor. Seine größten Siege errang er spät in seiner Karriere, im Alter von 39 Jahren, als er im Jahr 1941 das Masters und die U.S. Open gewann. Er blieb dennoch bodenständig, einfach im Denken und half anderen beim Erlernen des Spiels.
Im Jahr 1954 wurde der Lake Placid Golf Club in Craig Wood Golf Course umbenannt.
Wood starb im Alter von 66 Jahren an den Folgen eines Herzinfarktes.